# Спокій (село)
Спо́кій — село в Україні, в Девладівській сільській громаді Криворізького району Дніпропетровської області. Населення — 4 мешканці.

## Назва
Восени 2021 року уповноважений із захисту державної мови Тарас Кремінь звернувся до керівників низки органів місцевого самоврядування (зокрема, Спокойствія) з закликом привести у відповідність до законодавства назви населених пунктів, які не відповідають українському правопису і наслідують російську мову.
19 вересня 2024 року Верховна Рада підтримала перейменування села Спокойствіє на Спокій. 26 вересня 2024 року перейменування набуло чинності.

## Географія
Село Спокій примикає до села Довгівка. Через село проходить залізниця, станція Спокій.

## Історія
У 1908 році у колишньому панському селі Ордо-Василівської волості Верхньодніпровського повіту Катеринославської губернії (разом з хуторами Кринички та Девладове) мешкало 1307 осіб (689 чоловічої статі та 618 — жіночої), налічувалось 252 дворових господарств.

## Населення

### Мова
Розподіл населення за рідною мовою за даними перепису 2001 року:
| Мова       | Відсоток |
| ---------- | -------- |
| українська | 100 %    |

## Інтернет-посилання
- Погода в селі Спокій [Архівовано 20 грудня 2011 у Wayback Machine.]